# Jozef Israëls

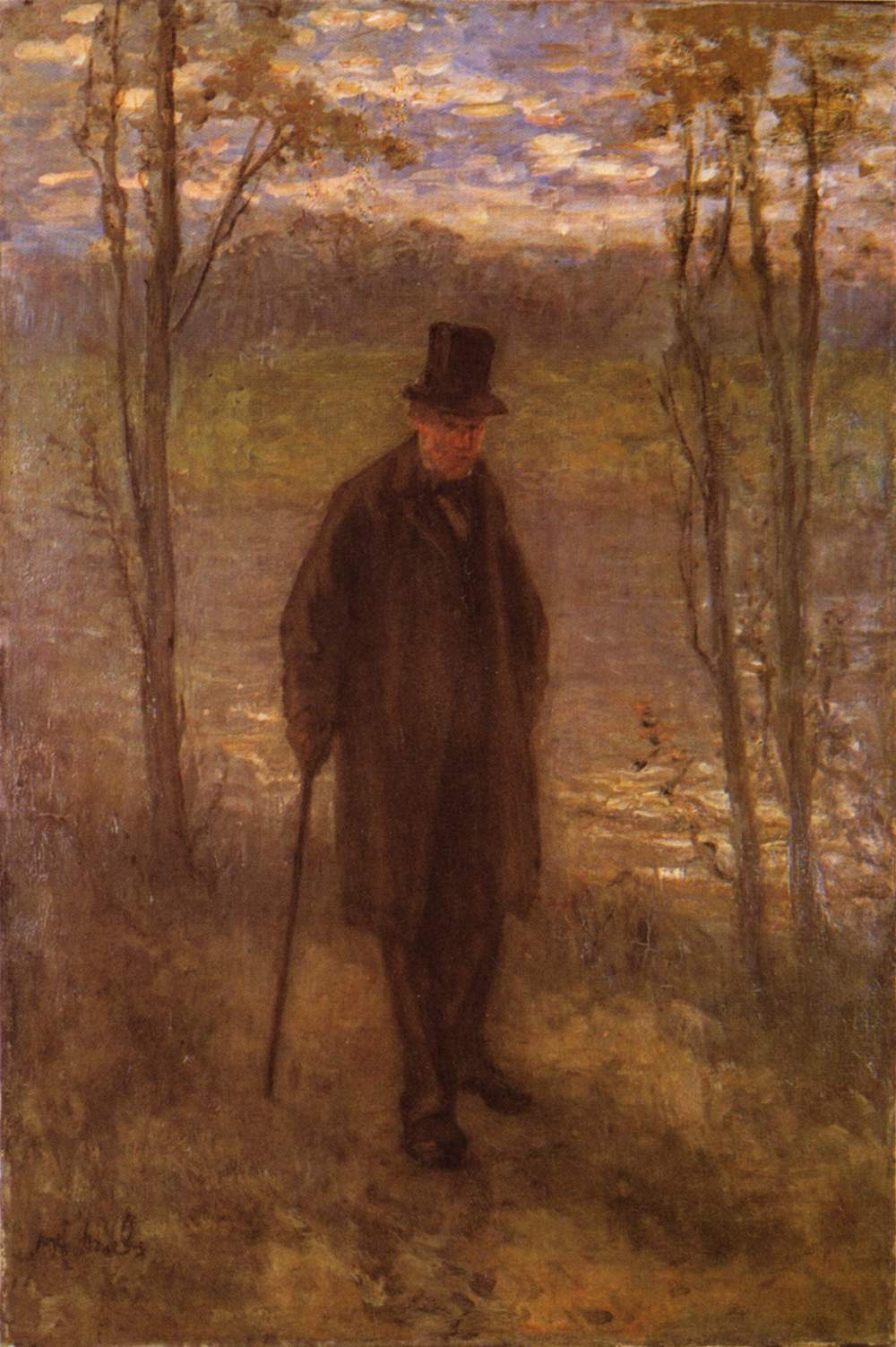
Nós crescemos velhos

Jozef Israëls (Groninga, 27 de janeiro de 1824 — 12 de agosto de 1911), também conhecido pelo nome aportuguesado José Israel, foi um pintor neerlandês. Ele foi um dos principais membros do grupo de pintores de paisagem conhecido como Escola de Haia e, durante sua vida, "o artista holandês mais respeitado da segunda metade do século XIX".

## Biografia
Nascido no seio de uma família judaica de ascendência portuguesa, o seu pai queria que ele se tornasse um homem de negócios, e foi depois de uma luta determinada com a família que conseguiu enveredar pela carreira artística.
Porém, as tentativas que ele fez sobre a direção de dois pintores na sua terra natal, Buys e van Wicheren, enquanto continuava trabalhando para seu pai como agente balconista, enviado para Amsterdã, onde tornou-se um aluno de Jan Kresuman e tentou aulas de desenho na academia. Depois foi enviado para Paris, trabalhou no estúdio de Picot, e retornou a Amsterdã. Lá, ele permaneceu até 1870, quando mudou-se para Haia.
Israëls foi freqüentemente comparado com Jean-François Millet. Como artistas, muito mais que pintores no real sentido da palavra, ambos, de fato, viram na vida pobre e humilde um motivo de expressão peculiar intenso nas suas simpatias; mas Millet foi o poeta da plácida vida rural, enquanto em quase todas as telas de Israëls há uma nota penetrante de aflição. Duranty disse que eles foram pintores com obscuridade e sofrimento.
Começou com temas históricos e dramáticos em estilo romântico do dia. Por casualidade, após uma enfermidade, foi recrutar sua força na cidade pesqueira de Zandvort, próximo a Haarlem. Foi dotado de uma nova visão de expressão artística, sinceramente realista, cheio de emoção e piedade.
Em meio de seus mais importantes trabalhos subseqüentes estão O pescador de Zadnvoort, A Casa Silenciosa e Aldeia Pobre.
Em 1862 alcançou grande sucesso em Londres com o Náufrago, comprado por Mr. Young, e O Berço, duas telas que a revista Athenaeum descreveu como a mais tocante tela da exibição.
Seus últimos trabalhos incluem O Viúvo, Quando nós crescemos velhos e sós no mundo, Um Interior, Uma Comida Econômica, Diálogo Mudo, Entre o Fields e a Beira-mar,.